# ワイルドキャット自走対空砲
ワイルドキャット自走対空砲とは、1980年代に西ドイツが開発した自走式対空砲。試作のみで、量産には至らなかった。

## 歴史
クラウス＝マッファイ、シーメンス、タレス・ネーデルランド、モーゼル、クーカ、AEGなどの軍需企業は、ワイルドキャットを輸出専用として開発した。発展途上国など多くの潜在的な顧客にとって、ゲパルトは重量過多で複雑すぎたためである。さらに、ワイルドキャットは比較的安価であることが要求されたが、1981年に製作されて一般に公開された車両は2両だけであり、さまざまなデモンストレーションをおこなったが、量産を開始できるほどの受注には至らなかった。

## 車両

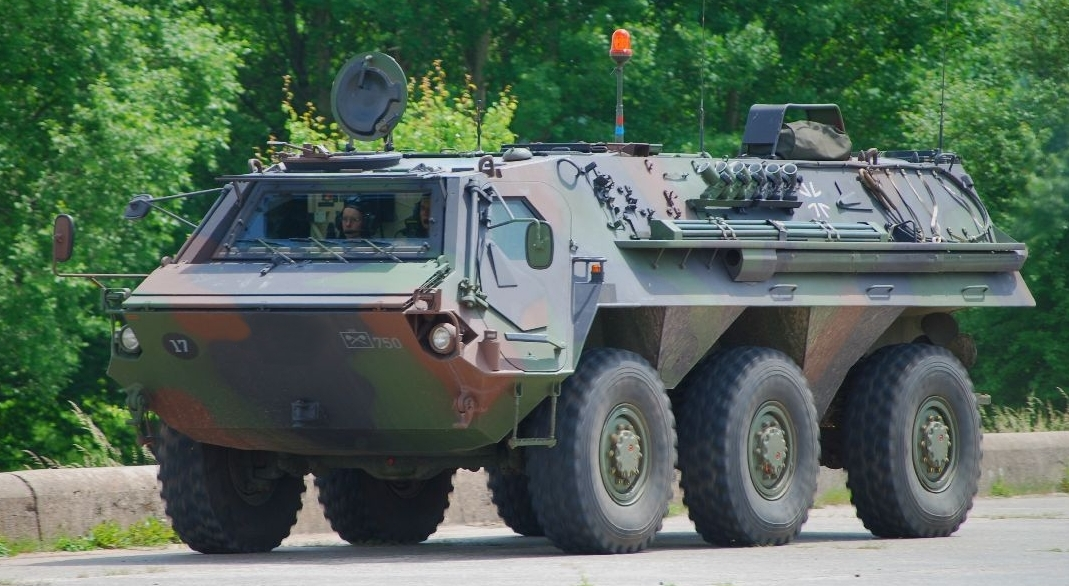
6×6型の車両のベースとなったフクス

クラウス＝マッファイは、十分な実績がある6×6型の装甲車両フクスをベース車両として設計を行った。車体とエンジンはフクスから変更はなく、上部のハッチを取り外して砲塔を取り付けた。車体部の装甲はフクスと同様で、砲塔部には追加で多層装甲が施されたが、この装甲は現代兵器による攻撃には性能が不足していた。
ワイルドキャットは砲塔が小型であり、大口径の重機関砲を搭載出来なかったため、ゲパルトに搭載された35mm対空砲ではなく、より小口径のMK 30-Fに置き換えられた。砲塔には防空用の340発と地上戦闘用の40発を発射準備可能な状態で装弾でき、更に車体にも別に弾薬を搭載することができた。対空目標に対する射程は最大3,700mで、焼夷榴弾、徹甲弾、および運動エネルギー弾を使用した。
クラウス＝マッファイは、いくつかの派生型を提供制定したが、全ての型は火器官制が電子制御されている点で共通していた。ワイルドキャットは、昼間型と全天候型の両方あり、さまざまな要件に簡単に適合させることができた。
1型は、昼間での作戦機能しか与えられず、目視による敵味方識別と目標探索を行った。レーザー距離計や赤外線、レーダー補助機能はなく、手動もしくは自動装置で目標追跡を行った。
2型も昼間戦闘用に設計され、目視、若しくは戦術データ・リンクによる敵味方識別と目標探索、およびレーザー距離計を使用した目標追跡機能が装備されたが、赤外線およびレーダー補助機能は無かった。
3型は、統合された敵味方識別装置、目視もしくはレーダーによる目標探索、およびレーザー距離計による自動目標追跡機能が装備されていた。
4型は全天候型で、3型以降の装備を搭載し、追加の赤外線センサー支援により、目標追跡が更に容易となった。目標追跡はレーダーによって補助され、赤外線およびレーザーによる距離計測が不要となった。

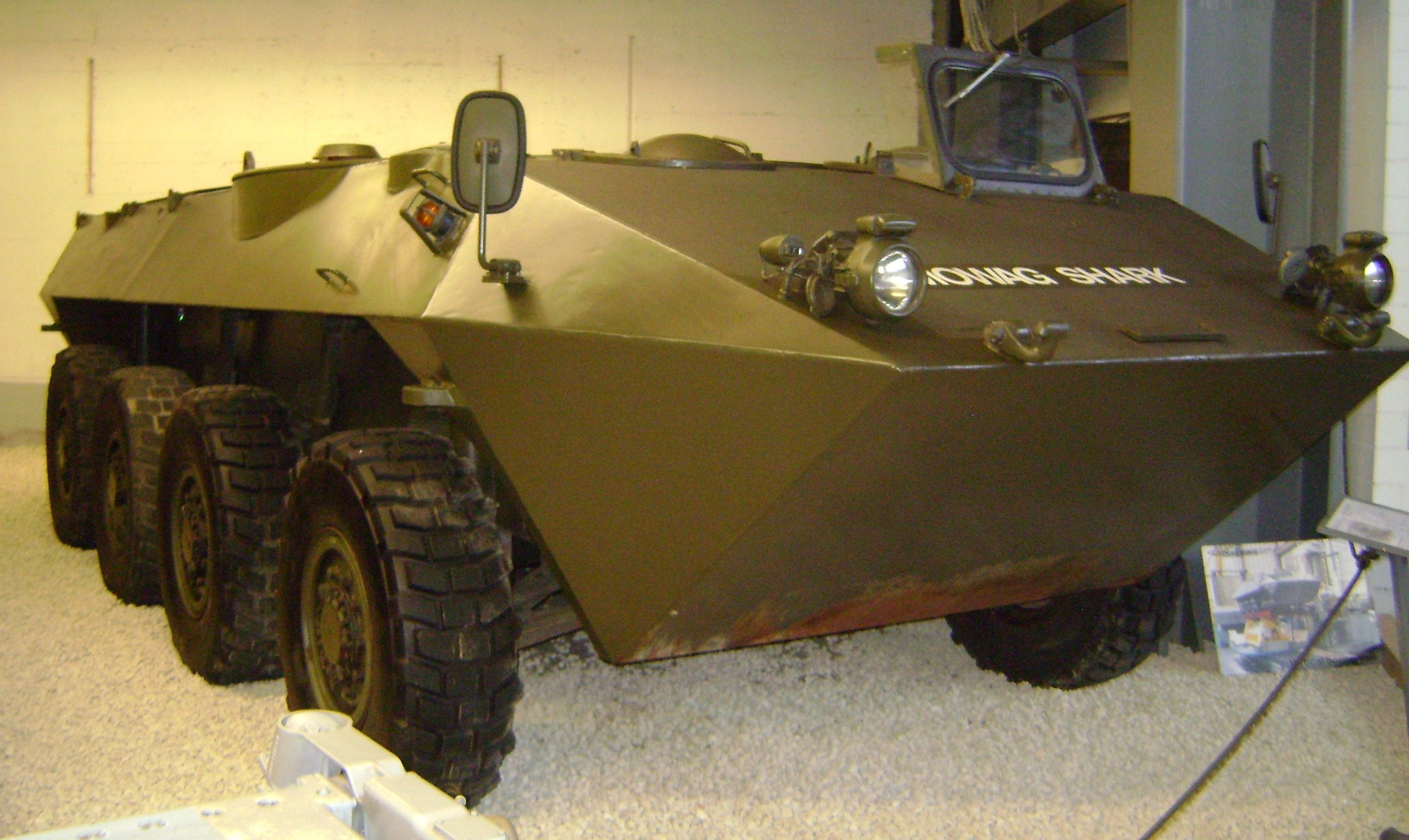
8x8型の車両ベースとなったシャーク

モワク社では8×8型のシャークをベースとした車両も試作された。
ワイルドキャットの主な利点は、普及していたフクス装甲輸送車をベースとしていたので、スペアパーツを簡単に入手でき、システムのメンテナンスの大幅簡素化が可能となっていた。